# Сугак Юрій Олександрович
Юрій Олександрович Сугак (нар. 8 січня 1970, м. Донецьк) — український журналіст, ведучий, медіа-менеджер. Член Національної спілки журналістів України (1996).

## Життєпис
Закінчив історичний факультет Східноукраїнського національного університету імені Володимира Даля (1987), економічний факультет Донецького національного університету імені Василя Стуса (1998).
Працював редактором, провідним кореспондентом на обласному телебаченні Донецької області (1995—1998), журналістом, ведучим новин, директором служби інформації телеканалу «Україна» (1998—2009), керівником телеканалу «Донбас» (2009—2013), директором  «Регіональної Медіа Групи» (2013—2014), нині — головний редактор (2014—2022) та директор департаменту інформаційного мовлення (2018—2022) телеканалу «Україна»; головний редактор «Новинної Групи Україна».

## Нагороди
- заслужений журналіст України (2008)[2],
- лауреат всеукраїнської бізнес премії «Cabinet Boss.TOP-50» (2021)[3].